# Бонду, Рене
Рене Бонду (фр. René Bondoux; 26 мая 1905 — 6 мая 2001) — французский фехтовальщик, олимпийский чемпион, призёр чемпионата мира.

## Биография
Родился в 1905 году в Бар-сюр-Сене. В 1932 году стал чемпионом Олимпийских игр в Лос-Анджелесе. В 1935 году завоевал серебряную медаль Международного первенства по фехтованию (в 1937 году Международная федерация фехтования задним числом признала это первенство чемпионатом мира). В 1936 году стал обладателем серебряной медали Олимпийских игр в Берлине.
После начала Второй мировой войны, будучи офицером резерва, пошёл в армию, воевал в Бельгии, попал в плен под Дюнкерком. В 1941 году был освобождён, примкнул к Сопротивлению, через Испанию перебрался в Северную Африку. Присоединился к Силам Свободной Франции, 15 августа 1944 года в составе 1-й французской армии высадился в Южной Франции, был адъютантом Де Латра Де Тассиньи. 8 мая 1945 года присутствовал на церемонии подписания капитуляции Германии в Берлине.